# (1820) Lohmann
(1820) Lohmann ist ein Asteroid des Hauptgürtels, der am 2. August 1949 vom deutschen Astronomen Karl Wilhelm Reinmuth in Heidelberg entdeckt wurde.
Der Asteroid ist nach dem deutschen Astronomen Werner Lohmann benannt.